# Great Fountain Geyser
De Great Fountain Geyser is een fonteingeiser in het Lower Geyser Basin dat onderdeel uitmaakt van het Nationaal Park Yellowstone in de Verenigde Staten. Het is de enige geiser in het Lower Geyser Basin dat met regelmaat uitbarst.
De Great Fountain Geyser spuit ruim een uur water tot een hoogte van 67 meter en doet dit om de 9 tot 15 uur. Dit kan van tevoren met een precisie van ongeveer twee uur voorspeld worden. Af en toe heeft de geiser een periode waarin het onregelmatiger is, waarbij de erupties langer duren, maar de tijd tussen de erupties op kan lopen tot drie dagen.